# Passy-sur-Marne
Passy-sur-Marne è un comune francese di 155 abitanti situato nel dipartimento dell'Aisne della regione dell'Alta Francia.

## Società

### Evoluzione demografica
Abitanti censiti